# NGC 5176
NGC 5176 est une galaxie elliptique située dans la constellation de la Vierge. Sa vitesse par rapport au fond diffus cosmologique est de 7 304 ± 20 km/s, ce qui correspond à une distance de Hubble de 107,7 ± 7,6 Mpc (∼351 millions d'al). NGC 5176 a été découverte par l'astronome allemand Ernst Hartwig en 1883.
À ce jour, une mesure non basée sur le décalage vers le rouge (redshift) donne une distance d'environ 119,000 Mpc (∼388 millions d'al). Cette valeur est tout juste à l'extérieur des valeurs de la distance de Hubble. Notons cependant que c'est avec la valeur moyenne des mesures indépendantes, lorsqu'elles existent, que la base de données NASA/IPAC calcule le diamètre d'une galaxie et qu'en conséquence le diamètre de NGC 5176 pourrait être d'environ 40,2 kpc (∼131 000 al) si on utilisait la distance de Hubble pour le calculer.